# Озерный, Михаил Иванович
Михаил Иванович Озерный (28 мая 1938, село Василевка, Лебединский район, Сумская область — 2 января 2025, Николаев) — советский и украинский художник. Народный художник Украины (2019).

## Биография
В 1965 году, после службы в армии, окончил Училище прикладного искусства в Косове, в котором остался преподавать.
В 1968 году Озерного приняли в Союз художников СССР, и вскоре он стал главным художником Косовского художественно-производственного комбината Художественного фонда Украины, где проработал четыре года.
С 1969 по 1973 год — член республиканского художественного совета по монументальному искусству.
С 1973 по 1986 год — главный художник Николаева и Николаевского художественно-производственного комбината.
Скончался 2 января 2025 года в Николаеве в возрасте 86 лет.

## Награды
- Медаль «Ветеран труда»
- Народный художник Украины (2019)
- Заслуженный деятель искусств Украины (2008)
- Государственная премия имени Т. Г. Шевченко (1981; за участие в создании первого в СССР музея судостроения и флота в Николаеве)
- Почётный знак «За многолетний плодотворный труд в отрасли культуры»